# You're Under Arrest (album)
You're Under Arrest è un album registrato nel 1985 da Miles Davis che raggiunse la terza posizione nella classifica Jazz Albums statunitense.

## Il disco
In questo album, Davis inserì sia canzoni popolari, sia altri brani con riferimenti a temi sociali quali il razzismo, l'inquinamento e la guerra. La presenza, in questo disco, dei due brani Time After Time (Cyndi Lauper) e Human Nature  di Michael Jackson fu molto criticata dalla stampa specializzata in musica jazz, mentre il disco fu, nel suo complesso, elogiato.
Durante la registrazione Darryl Jones presentò Davis a Sting (che ne era da lungo tempo ammiratore). Con sua meraviglia Davis chiese a Sting se sapeva parlare francese e, alla sua risposta affermativa, gli chiese di tradurre l'avviso Miranda in quella lingua e di urlarlo nel microfono durante la registrazione della prima traccia dell'album.
I brani Katia Prelude e Katia sono dedicati alla pianista francese, amica di Davis, Katia Labèque.
Illustrazione interna e cover: Miles Davis

## Tracce
1. One Phone Call / Street Scenes – 4:36 (musica: Miles Davis)
2. Human Nature – 4:31 (Steve Porcaro e John Bettis)
3. Intro: MD 1 / Something's On Your Mind / MD 2 – 7:18 (musica: Miles Davis / Hubert Eaves III e James Williams / Miles Davis)
4. Ms. Morrisine – 4:57 (musica: Miles Davis, Morrisine Tynes Irving e Robert Irving III)
5. Katia Prelude – 0:42 (musica: Miles Davis e Robert Irving III)
6. Katia – 7:39 (musica: Miles Davis e Robert Irving III)
7. Time After Time – 3:39 (Cyndi Lauper e Rob Hyman)
8. You're Under Arrest – 6:13 (musica: John Scofield)
9. Medley: Jean Pierre / You're Under Arrest / Then There Were None – 3:27 (musica: Miles Davis / John Scofield / Robert Irving III e Miles Davis)

## Formazione
- Miles Davis: Tromba
- Bob Berg: Sassofono soprano
- Al Foster: Batteria
- Vince Wilburn, Jr. : batteria
- Robert Irving III: Sintetizzatore
- Darryl Jones: Basso
- John Scofield: Chitarra
- John McLaughlin: Chitarre
- Bob Berg: Sassofono
- Robert Irving III: Synthesizers
- Steve Thorton: Percussioni
- Sting: Voce del poliziotto francese, traccia 1
- Marek Olko: Voce polacca, traccia 1
- James Prindiville: Manette su traccia 1